# Шенкурский район
Ше́нкурский райо́н — административно-территориальная единица (район) в Архангельской области Российской Федерации. В рамках организации местного самоуправления в его границах функционирует муниципальное образование Шенкурский муниципальный округ (с 2004 до 2022 гг. — муниципальный район).
Административный центр — город Шенкурск, расположенный в 373 км к югу от  Архангельска  и в 148 км к северу от ближайшей железнодорожной станции в Вельске.

## География
Шенкурский район расположен в южной части Архангельской области и приравнен к районам Крайнего Севера.
Площадь его территории— 11 297,67 км² или 1,9 % территории области. В состав муниципального образования входят город Шенкурск и 253 сельских населённых пункта, которые образуют 11 сельских администраций и администрацию города.
Граничит:
- на западе с Няндомским районом
- на северо-западе с Плесецким районом
- на северо-востоке с Виноградовским районом
- на востоке с Верхнетоемским районом
- на юго-восток с Устьянским районом
- на юге c Вельским районом

Крупнейшие реки: Вага, Неленга, Сюма, Ледь, Поча, Шеньга, Шелаша, Паденьга, Сельменьга, Шереньга, Пуя, Суланда. Крупнейшее озеро района — Лум.
Границы Шенкурского муниципального района установлены законом Архангельской области от 23 сентября 2004 года.

## История
Шенкурский район образован в 1929 году в составе Няндомского округа Северного края РСФСР, с центром в городе Шенкурск, на территории Средневажской и Шеговарской волостей (без Кицкого сельсовета) упразднённого Шенкурского уезда. В 1959 году к Шенкурскому району были присоединены 6 сельсоветов упразднённого Ровдинского района — Верхопаденьгский, Михайловский, Паденьгский, Суландский, Усть-Паденьгский и Усть-Пуйский.
При образовании Северо-Западного экономического района в декабре 1962 года издан указ Президиума Верховного Совета РСФСР от 1 февраля 1963 года «Об укрупнении сельских районов и образовании промышленных районов Архангельской области», по которому район был реорганизован в Шенкурский сельский район из 12 сельских советов. В 1965 году Указом Президиума ВС РСФСР от 12 января 1965 года и решением ОИК от 18 января 1965 года Шенкурский сельский район был упразднён и вновь образован Шенкурский район с центром в городе Шенкурск. Площадь территории района не изменялась.

## Население
| 2002    | 2008    | 2009    | 2010    | 2011    | 2012    | 2013    | 2014    | 2015    |
| ------- | ------- | ------- | ------- | ------- | ------- | ------- | ------- | ------- |
| 18 680  | ↘17 342 | ↘17 172 | ↘15 196 | ↘15 119 | ↘14 733 | ↘14 293 | ↘13 881 | ↘13 530 |
| 2016    | 2017    | 2018    | 2019    | 2020    | 2021    | 2023    |         |         |
| ↘13 090 | ↘12 759 | ↘12 610 | ↘12 369 | ↘12 248 | ↘11 053 | ↘10 681 |         |         |

Население района — 15,1 тыс. чел. (2010) или 1,3 % численности постоянного населения области (без НАО). Плотность населения 1,5 жителя на 1 км². В городе проживает 5,7 тыс. чел., в сельской местности — 11, 3 тыс. чел. Население в трудоспособном возрасте составляет 60 % общей численности, дети и подростки моложе 16 лет — 16 % и 23 % составляют представители старших возрастов. 1/3 трудоспособного населения занято в производственной сфере, остальные в сфере обслуживания. В 2002 году по итогам Всероссийской переписи населения численность населения района была больше — 18,7 тыс. жителей.

### Урбанизация
Городское население (город Шенкурск) составляет 42,36 % от всего населения района.

### Национальный состав
По итогам переписи населения 2020 года проживали следующие национальности (национальности менее 0,1 % и другое, см. в сноске к строке «Другие»):
| Национальность | Численность, чел. | Доля     |
| -------------- | ----------------- | -------- |
| Русские        | 10 652            | 96,37 %  |
| Украинцы       | 83                | 0,75 %   |
| Армяне         | 19                | 0,17 %   |
| Белорусы       | 12                | 0,11 %   |
| Другие         | 287               | 2,60 %   |
| Итого          | 11 053            | 100,00 % |

## Административное деление
В Шенкурский район как административно-территориальную единицу области входят 1 город районного значения (в границах которого было образовано одноимённое городское поселение), а также 12 сельсоветов (в границах которых как правило были образованы одноимённые сельские поселения).
С 2004 до 2012 гг. в Шенкурский муниципальный район входили 12 муниципальных образований, в том числе 1 городское поселение и 11 сельских поселений.
В июле 2012 года были упразднены три сельских поселения: Шахановское (включено в Федорогорское с административным центром в деревне Никифоровская); Тарнянское (включено в Никольское с административным центром в деревне Шипуновская); Ямскогорское (включено в Шеговарское с административным центром в селе Шеговары).
| №        | Муниципальное образование | Административный центр | Количество населённых пунктов | Население (чел.) | Площадь (км²) |
| -------- | ------------------------- | ---------------------- | ----------------------------- | ---------------- | ------------- |
| 1e-06    | Городское поселение       |                        |                               |                  |               |
| 1        | Шенкурское                | город Шенкурск         | 1                             | ↘4524            | 16,67         |
| 1.000002 | Сельские поселения        |                        |                               |                  |               |
| 2        | Верхоледское              | деревня Раковская      | 11                            | ↘280             | 1940,00       |
| 3        | Верхопаденьгское          | село Ивановское        | 21                            | ↘414             | 1012,00       |
| 4        | Никольское                | деревня Шипуновская    | 40                            | ↘866             | 1131,80       |
| 5        | Ровдинское                | село Ровдино           | 56                            | ↘1253            | 1276,00       |
| 6        | Сюмское                   | деревня Куликовская    | 7                             | ↘131             | 1484,00       |
| 7        | Усть-Паденьгское          | деревня Усть-Паденьга  | 26                            | ↘905             | 679,50        |
| 8        | Федорогорское             | деревня Никифоровская  | 31                            | ↘1497            | 2723,00       |
| 9        | Шеговарское               | село Шеговары          | 60                            | ↘1107            | 1034,70       |

В апреле 2022 года все сельские и городское поселения были упразднены и вместе со всем муниципальным районом преобразованы путём их объединения в Шенкурский муниципальный округ.

## Населённые пункты
В Шенкурском районе 253 населённых пункта.
| №   | Населённый пункт    | Тип     | Население | Бывшее муниципальное образование |
| --- | ------------------- | ------- | --------- | -------------------------------- |
| 1   | Абакумовская        | деревня | ↗85       | Шеговарское                      |
| 2   | Абрамовская         | деревня | ↗18       | Шеговарское                      |
| 3   | Аксёновская         | деревня | ↗72       | Ровдинское                       |
| 4   | Акулонаволоцкая     | деревня | ↘2        | Ровдинское                       |
| 5   | Алешковская         | деревня | ↗49       | Усть-Паденьгское                 |
| 6   | Андреевская         | деревня | ↗10       | Ровдинское                       |
| 7   | Андриановская       | деревня | →0        | Шеговарское                      |
| 8   | Анисимовская        | деревня | ↗11       | Никольское                       |
| 9   | Антипинская         | деревня | →0        | Шеговарское                      |
| 10  | Антроповская        | деревня | →0        | Шеговарское                      |
| 11  | Арефинская          | деревня | ↘15       | Никольское                       |
| 12  | Артемьевская        | деревня | ↗283      | Верхопаденьгское                 |
| 13  | Артюгинская         | деревня | ↘2        | Федорогорское                    |
| 14  | Архангельская       | деревня | →0        | Верхопаденьгское                 |
| 15  | Аршутинская         | деревня | ↘9        | Федорогорское                    |
| 16  | Бараковская         | деревня | →0        | Никольское                       |
| 17  | Бараковская         | деревня | ↗50       | Ровдинское                       |
| 18  | Барановская         | деревня | →134      | Ровдинское                       |
| 19  | Бельневская         | деревня | ↘38       | Верхопаденьгское                 |
| 20  | Березник            | деревня | ↘4        | Усть-Паденьгское                 |
| 21  | Беркиевская         | деревня | ↗16       | Шеговарское                      |
| 22  | Бобыкинская         | деревня | ↗431      | Федорогорское                    |
| 23  | Болкачевская        | деревня | ↘7        | Ровдинское                       |
| 24  | Боровинская         | деревня | →1        | Никольское                       |
| 25  | Боровская           | деревня | ↗9        | Ровдинское                       |
| 26  | Букреевская         | деревня | →0        | Шеговарское                      |
| 27  | Булавинская         | деревня | ↘6        | Верхоледское                     |
| 28  | Бурашевская         | деревня | →2        | Шеговарское                      |
| 29  | Ванихинская         | деревня | →32       | Федорогорское                    |
| 30  | Васильевская        | деревня | ↘1        | Никольское                       |
| 31  | Васильевская        | деревня | ↗56       | Федорогорское                    |
| 32  | Васильевская        | деревня | ↗20       | Усть-Паденьгское                 |
| 33  | Васильевская        | деревня | →0        | Усть-Паденьгское                 |
| 34  | Власьевская         | деревня | ↗91       | Федорогорское                    |
| 35  | Водокужская         | деревня | ↘0        | Шеговарское                      |
| 36  | Водопоевская        | деревня | ↘8        | Никольское                       |
| 37  | Волковская          | деревня | →0        | Ровдинское                       |
| 38  | Володская           | деревня | ↘23       | Верхоледское                     |
| 39  | Выселок Фрушинский  | деревня | ↘0        | Никольское                       |
| 40  | Высокая Гора        | деревня | →0        | Ровдинское                       |
| 41  | Вяткинская          | деревня | ↗129      | Верхопаденьгское                 |
| 42  | Глубышевская        | деревня | →0        | Никольское                       |
| 43  | Голенищенская       | деревня | ↘3        | Ровдинское                       |
| 44  | Голыгинская         | деревня | →0        | Усть-Паденьгское                 |
| 45  | Горбачевская        | деревня | ↗16       | Верхопаденьгское                 |
| 46  | Горская             | деревня | ↗28       | Усть-Паденьгское                 |
| 47  | Гребеневская        | деревня | ↗135      | Никольское                       |
| 48  | Гришинская          | деревня | ↗29       | Шеговарское                      |
| 49  | Давыдовская         | деревня | →0        | Никольское                       |
| 50  | Данковская          | деревня | ↗90       | Шеговарское                      |
| 51  | Демидовское         | село    | ↗59       | Ровдинское                       |
| 52  | Деминская           | деревня | →0        | Усть-Паденьгское                 |
| 53  | Дмитриевская        | деревня | →15       | Федорогорское                    |
| 54  | Дурневская          | деревня | ↗16       | Ровдинское                       |
| 55  | Дывлевская          | деревня | ↗95       | Верхоледское                     |
| 56  | Ереминская          | деревня | →5        | Ровдинское                       |
| 57  | Ермолинская         | деревня | ↘1        | Сюмское                          |
| 58  | Желтиковская        | деревня | ↘12       | Ровдинское                       |
| 59  | Жернаковская        | деревня | ↘10       | Федорогорское                    |
| 60  | Жилинская           | деревня | ↗71       | Усть-Паденьгское                 |
| 61  | Жильцовская         | деревня | →0        | Ровдинское                       |
| 62  | Журавлевская        | деревня | ↗24       | Шеговарское                      |
| 63  | Забейновская        | деревня | ↘4        | Ровдинское                       |
| 64  | Заберезовская       | деревня | ↗5        | Федорогорское                    |
| 65  | Запаковская         | деревня | ↗53       | Ровдинское                       |
| 66  | Затуйская           | деревня | →13       | Ровдинское                       |
| 67  | Захаровская         | деревня | ↘0        | Ровдинское                       |
| 68  | Захаровская         | деревня | ↘7        | Шеговарское                      |
| 69  | Зеленинская         | деревня | ↗11       | Шеговарское                      |
| 70  | Зенкинская          | деревня | ↘14       | Верхопаденьгское                 |
| 71  | Зуевская            | деревня | ↗16       | Никольское                       |
| 72  | Ивановская          | деревня | ↗10       | Никольское                       |
| 73  | Ивановская          | деревня | ↗18       | Никольское                       |
| 74  | Ивановское          | село    | ↘49       | Верхопаденьгское                 |
| 75  | Ивлевская           | деревня | ↗17       | Верхоледское                     |
| 76  | Игнашевская         | деревня | →7        | Шеговарское                      |
| 77  | Исаевская           | деревня | ↗3        | Ровдинское                       |
| 78  | Кабановская         | деревня | ↗5        | Ровдинское                       |
| 79  | Калиновская         | деревня | ↗46       | Верхопаденьгское                 |
| 80  | Камешник            | деревня | ↗30       | Ровдинское                       |
| 81  | Керзеньга           | посёлок | ↗33       | Верхопаденьгское                 |
| 82  | Кирилловская        | деревня | ↘16       | Федорогорское                    |
| 83  | Киселевская         | деревня | →1        | Верхопаденьгское                 |
| 84  | Клементьевская      | деревня | →0        | Ровдинское                       |
| 85  | Клемушино           | посёлок | ↘32       | Сюмское                          |
| 86  | Климово-Заборье     | деревня | ↗140      | Федорогорское                    |
| 87  | Климовская          | деревня | →0        | Усть-Паденьгское                 |
| 88  | Князевская          | деревня | ↘1        | Шеговарское                      |
| 89  | Кобылинская         | деревня | ↗4        | Шеговарское                      |
| 90  | Кокочинская         | деревня | ↗7        | Ровдинское                       |
| 91  | Колобовская 1       | деревня | →0        | Шеговарское                      |
| 92  | Константиновская    | деревня | ↘31       | Ровдинское                       |
| 93  | Копалинская         | деревня | ↗103      | Федорогорское                    |
| 94  | Копеецкая           | деревня | ↘1        | Ровдинское                       |
| 95  | Корбала             | деревня | ↘0        | Шеговарское                      |
| 96  | Коромысловская      | деревня | ↘4        | Шеговарское                      |
| 97  | Красковская         | деревня | ↗15       | Никольское                       |
| 98  | Красковская         | деревня | ↗3        | Шеговарское                      |
| 99  | Красная Горка       | деревня | ↗142      | Шеговарское                      |
| 100 | Красная Горка       | посёлок | ↘123      | Шеговарское                      |
| 101 | Кревцовская         | деревня | ↘4        | Ровдинское                       |
| 102 | Кривоноговская      | деревня | ↗3        | Усть-Паденьгское                 |
| 103 | Кроминская          | деревня | ↘4        | Федорогорское                    |
| 104 | Кроповская          | деревня | →0        | Шеговарское                      |
| 105 | Кувакинская         | деревня | →1        | Шеговарское                      |
| 106 | Кузелевская         | деревня | →0        | Шеговарское                      |
| 107 | Кузнецовская        | деревня | ↘29       | Никольское                       |
| 108 | Кузьминская         | деревня | ↘30       | Никольское                       |
| 109 | Куликовская         | деревня | ↘156      | Сюмское                          |
| 110 | Кульковская         | деревня | ↗10       | Никольское                       |
| 111 | Купуринская         | деревня | ↗50       | Верхопаденьгское                 |
| 112 | Лапухинская         | деревня | ↗8        | Верхоледское                     |
| 113 | Леваково            | деревня | ↘4        | Верхопаденьгское                 |
| 114 | Левачево-Ельцево    | деревня | ↗71       | Федорогорское                    |
| 115 | Леоновская          | деревня | →0        | Ровдинское                       |
| 116 | Леоновская          | деревня | →0        | Усть-Паденьгское                 |
| 117 | Лепшинская          | деревня | ↘4        | Никольское                       |
| 118 | Леушинская          | деревня | ↘21       | Шеговарское                      |
| 119 | Леушинская          | деревня | →0        | Шеговарское                      |
| 120 | Леховская           | деревня | ↘16       | Сюмское                          |
| 121 | Литвиновская        | деревня | ↘56       | Шеговарское                      |
| 122 | Лихопуровская       | деревня | →0        | Шеговарское                      |
| 123 | Логиновская         | деревня | ↘25       | Федорогорское                    |
| 124 | Логиновская         | деревня | ↘5        | Шеговарское                      |
| 125 | Лодыгинская         | деревня | ↗1        | Усть-Паденьгское                 |
| 126 | Лосевская           | деревня | ↘14       | Верхопаденьгское                 |
| 127 | Макаровская         | деревня | →2        | Ровдинское                       |
| 128 | Максимовская        | деревня | →13       | Усть-Паденьгское                 |
| 129 | Макушевская         | деревня | ↘4        | Шеговарское                      |
| 130 | Мальчугинская       | деревня | ↘3        | Шеговарское                      |
| 131 | Марковская          | деревня | ↗104      | Шеговарское                      |
| 132 | Медведевская        | деревня | →2        | Никольское                       |
| 133 | Медлеша             | деревня | ↗4        | Шеговарское                      |
| 134 | Митинская           | деревня | ↗7        | Ровдинское                       |
| 135 | Михайловская        | деревня | →9        | Ровдинское                       |
| 136 | Михайловская        | деревня | →0        | Усть-Паденьгское                 |
| 137 | Михеевская          | деревня | →0        | Шеговарское                      |
| 138 | Монастырская        | деревня | ↘5        | Федорогорское                    |
| 139 | Наволок             | деревня | →8        | Верхопаденьгское                 |
| 140 | Нагорная            | деревня | ↘7        | Федорогорское                    |
| 141 | Наум-Болото         | деревня | →0        | Шеговарское                      |
| 142 | Недниковская        | деревня | →2        | Усть-Паденьгское                 |
| 143 | Нерезьма            | посёлок | →0        | Шеговарское                      |
| 144 | Нестеровская        | деревня | →2        | Федорогорское                    |
| 145 | Нижнезолотилово     | деревня | ↘9        | Шеговарское                      |
| 146 | Нижнелукинская      | деревня | →0        | Сюмское                          |
| 147 | Никифоровская       | деревня | ↗742      | Федорогорское                    |
| 148 | Никифоровская       | деревня | ↘55       | Шеговарское                      |
| 149 | Никольская          | деревня | ↗181      | Ровдинское                       |
| 150 | Никольская          | деревня | ↘0        | Ровдинское                       |
| 151 | Никольский Погост   | деревня | ↗35       | Никольское                       |
| 152 | Новиковская         | деревня | →0        | Ровдинское                       |
| 153 | Носовская           | деревня | ↗10       | Ровдинское                       |
| 154 | Носовская           | деревня | →3        | Федорогорское                    |
| 155 | Нюнежская           | деревня | →0        | Федорогорское                    |
| 156 | Овсянниковская      | деревня | ↗1        | Усть-Паденьгское                 |
| 157 | Одинцовская         | деревня | ↗237      | Шеговарское                      |
| 158 | Осиевская           | деревня | ↗30       | Верхоледское                     |
| 159 | Осиновская          | деревня | ↘3        | Усть-Паденьгское                 |
| 160 | Остахино            | деревня | ↗38       | Верхопаденьгское                 |
| 161 | Павликовская        | деревня | ↘7        | Шеговарское                      |
| 162 | Павловская          | деревня | →1        | Сюмское                          |
| 163 | Павловская          | деревня | →0        | Усть-Паденьгское                 |
| 164 | Павловская          | деревня | →23       | Шеговарское                      |
| 165 | Пакшинская          | деревня | ↘10       | Никольское                       |
| 166 | Палыгинская         | деревня | →0        | Ровдинское                       |
| 167 | Паскандская         | деревня | ↗13       | Верхоледское                     |
| 168 | Пахомовская         | деревня | ↗7        | Ровдинское                       |
| 169 | Пенигеевская        | деревня | →0        | Шеговарское                      |
| 170 | Пентюгинская        | деревня | →0        | Сюмское                          |
| 171 | Песенец             | деревня | ↗51       | Шеговарское                      |
| 172 | Петровская          | деревня | ↗163      | Никольское                       |
| 173 | Пищагинская         | деревня | ↗32       | Шеговарское                      |
| 174 | Плёсо               | посёлок | ↗206      | Ровдинское                       |
| 175 | Погорельская        | деревня | ↘2        | Верхопаденьгское                 |
| 176 | Подгорная           | деревня | ↗10       | Усть-Паденьгское                 |
| 177 | Подсосенная         | деревня | ↗26       | Верхопаденьгское                 |
| 178 | Покровская          | деревня | ↘19       | Федорогорское                    |
| 179 | Порожская           | деревня | →0        | Ровдинское                       |
| 180 | Поташевская         | деревня | ↘8        | Верхоледское                     |
| 181 | Поташевская         | деревня | →0        | Верхопаденьгское                 |
| 182 | Прилукская          | деревня | ↗4        | Никольское                       |
| 183 | Пушка               | деревня | ↗32       | Шеговарское                      |
| 184 | Раковская           | деревня | ↗109      | Верхоледское                     |
| 185 | Ровдино             | село    | ↗1021     | Ровдинское                       |
| 186 | Рогачевская         | деревня | →0        | Федорогорское                    |
| 187 | Родионовская        | деревня | ↗80       | Никольское                       |
| 188 | Романовская         | деревня | ↘9        | Никольское                       |
| 189 | Россохи             | посёлок | ↗179      | Федорогорское                    |
| 190 | Рохмачевская        | деревня | ↗3        | Усть-Паденьгское                 |
| 191 | Рудинская           | деревня | ↘1        | Ровдинское                       |
| 192 | Рыбогорская         | деревня | ↗95       | Никольское                       |
| 193 | Самотворовская      | деревня | ↘0        | Шеговарское                      |
| 194 | Сараевская          | деревня | ↘5        | Ровдинское                       |
| 195 | Селезневская        | деревня | →0        | Шеговарское                      |
| 196 | Семёновская         | деревня | ↘3        | Никольское                       |
| 197 | Сенчуковская        | деревня | ↘6        | Шеговарское                      |
| 198 | Сергеевская         | деревня | ↘5        | Федорогорское                    |
| 199 | Серебреница         | деревня | →0        | Ровдинское                       |
| 200 | Синцовская          | деревня | ↘0        | Ровдинское                       |
| 201 | Сметанино           | деревня | ↘1        | Федорогорское                    |
| 202 | Смотраковская       | деревня | ↗1        | Федорогорское                    |
| 203 | Спасское            | село    | ↗20       | Никольское                       |
| 204 | Степановская        | деревня | ↘13       | Верхопаденьгское                 |
| 205 | Степановская        | деревня | ↘1        | Никольское                       |
| 206 | Степачевская        | деревня | ↘4        | Ровдинское                       |
| 207 | Степинская          | деревня | ↗7        | Шеговарское                      |
| 208 | Степычевская        | деревня | ↘26       | Шеговарское                      |
| 209 | Стеховская          | деревня | ↗2        | Шеговарское                      |
| 210 | Стрелка             | посёлок | ↘44       | Федорогорское                    |
| 211 | Стуковская          | деревня | →0        | Ровдинское                       |
| 212 | Таруфтинская        | деревня | ↘3        | Усть-Паденьгское                 |
| 213 | Тронинская          | деревня | →39       | Усть-Паденьгское                 |
| 214 | Трубинская          | деревня | ↗6        | Ровдинское                       |
| 215 | Тушевская           | деревня | ↘1        | Ровдинское                       |
| 216 | Тырлинская          | деревня | ↘9        | Ровдинское                       |
| 217 | Тюхневская          | деревня | ↘3        | Никольское                       |
| 218 | Уколок              | посёлок | ↗358      | Верхоледское                     |
| 219 | Уксора              | деревня | ↗29       | Никольское                       |
| 220 | Усть-Паденьга       | деревня | ↗467      | Усть-Паденьгское                 |
| 221 | Ушаковское          | село    | ↘2        | Ровдинское                       |
| 222 | Фадеевская          | деревня | →0        | Шеговарское                      |
| 223 | Федоровская         | деревня | ↘10       | Ровдинское                       |
| 224 | Федотовская         | деревня | →0        | Никольское                       |
| 225 | Федунинская         | деревня | →0        | Усть-Паденьгское                 |
| 226 | Федьковская         | деревня | ↘7        | Шеговарское                      |
| 227 | Филиппово-Кичинская | деревня | →0        | Федорогорское                    |
| 228 | Филипповская        | деревня | ↗9        | Ровдинское                       |
| 229 | Фоминская           | деревня | ↘1        | Никольское                       |
| 230 | Фоминская           | деревня | ↘0        | Ровдинское                       |
| 231 | Хомутинская         | деревня | ↗4        | Верхоледское                     |
| 232 | Чаплинская          | деревня | ↗1        | Шеговарское                      |
| 233 | Часовенская         | деревня | →48       | Верхопаденьгское                 |
| 234 | Чащинская           | деревня | ↗95       | Никольское                       |
| 235 | Чекмаревская        | деревня | ↗4        | Ровдинское                       |
| 236 | Черепаха            | деревня | →1        | Шеговарское                      |
| 237 | Чушевская           | деревня | ↗75       | Шеговарское                      |
| 238 | Шахановка           | деревня | ↘32       | Федорогорское                    |
| 239 | Шеговары            | село    | ↗524      | Шеговарское                      |
| 240 | Шелашский           | посёлок | ↗675      | Усть-Паденьгское                 |
| 241 | Шенкурск            | город   | ↘4524     | Шенкурское                       |
| 242 | Шиловская           | деревня | →0        | Усть-Паденьгское                 |
| 243 | Шипуновская         | деревня | ↗609      | Никольское                       |
| 244 | Шульгинская         | деревня | ↗5        | Никольское                       |
| 245 | Шульгинская         | деревня | ↘7        | Никольское                       |
| 246 | Шульгинский Выселок | деревня | ↘0        | Никольское                       |
| 247 | Щебневская          | деревня | →10       | Ровдинское                       |
| 248 | Югрютинская         | деревня | ↘3        | Ровдинское                       |
| 249 | Юрьевская           | деревня | →0        | Верхопаденьгское                 |
| 250 | Юрьевская           | деревня | ↘2        | Федорогорское                    |
| 251 | Яковлевская         | деревня | ↗2        | Шеговарское                      |
| 252 | Якуровская          | деревня | ↘3        | Никольское                       |
| 253 | Якуровская          | деревня | →4        | Никольское                       |

## Экономика
Современная экономика Шенкурского района представлена предприятиями среднего и малого бизнеса, занимающимися заготовкой и переработкой древесины, сельскохозяйственным производством, предоставлением разнообразных услуг; муниципальными предприятиями, учреждениями социально-культурной сферы и индивидуальными предпринимателями без образования юридического лица.
К крупным и средним предприятиям относятся пищекомбинат «Шенкурский», редакция газеты «Важский край», ПУ № 44, ОГПС № 18, Шенкурский филиал ООО «Автодороги», ООО «Шенкурск-лес», два предприятия жилищно-коммунального хозяйства и все бюджетные учреждения.
На территориях сельских поселений расположены в основном учреждения социальной сферы, контингент и штаты которых имеют тенденцию к снижению, а также лесозаготовительные предприятия — общества с ограниченной ответственностью, относящиеся к категории малых предприятий.
Основу бюджета составляют предприятия лесной отрасли: ООО «Юмиж-лес», ООО «Триада», ООО «Юрьев-лес», ООО «Европейские технологии», ООО «Шенкурск-лес», а также предприятия ЖКХ, сельскохозяйственные организации и бюджетная сфера.

## Сельское хозяйство
В Шенкурском районе функционирует 14 коллективных сельхозтоваропроизводителей (10 крестьянских хозяйств, 2 сельскохозяйственных производственных кооператива, 1 общество с ограниченной ответственностью, 1 открытое акционерное общество), 14 мелких крестьянских хозяйств, 4620 личных подсобных хозяйства. Из перерабатывающей промышленности работают ООО «Шенкурский молочный завод», МУП «Пищекомбинат „Шенкурский“».

## Транспорт
По территории района проходит федеральная трасса М8, железных дорог нет. Протяжённость муниципальных автомобильных дорог — 420,92 км.

## Здравоохранение
Здравоохранение района представлено МУЗ «Шенкурская центральная районная больница им. Н. Н. Приорова», работающего в системе ОМС и частично состоящего на бюджете. В состав МУЗ «Шенкурская ЦРБ им. Н. Н. Приорова» входит 40 структурных подразделений (1 поликлиника, 1 больница, 1 амбулатория, 3 дневных стационара, 28 ФАПов, 1 скорая медицинская помощь, 5 отделений стационарной медицинской помощи).

## Образование
Система образования в районе включает 14 образовательных учреждений, куда входят 13 детских садов, 11 из которых являются структурными подразделениями школ; 3 средних и 6 основных школ; 3 учреждения дополнительного образования, а также ПУ № 44.

## Культура
- МУК «Шенкурский районный краеведческий музей»;
- МУК «Межпоселенческая библиотека Шенкурского района им. М. П. Шукшина»;
- Шенкурский городской досуговый центр;
- Кинотеатр «Победа»;
- Дом ремесел «Берегинюшка»;
- Клуб «Дом Мастера».

## Известные люди
- Баев, Макар Матвеевич — революционер;
- Боговой, Василий Григорьевич — советский военный деятель, комбриг (1936 год).
- Жданов, Иван Николаевич — русский литературовед и фольклорист, академик Санкт-Петербургской академии наук;
- Лукошков, Борис Степанович — участник Великой Отечественной войны, член Союза Художников РСФСР, председатель Архангельской организаций Союза Художников, Заслуженный художник РСФСР;
- Некрасов, Анатолий Фёдорович — советский военный деятель, генерал-майор (1962 год).
- Приоров, Николай Николаевич — советский травматолог-ортопед, академик АМН СССР, заслуженный деятель науки РСФСР;
- Шишигин, Фирс Ефимович — советский режиссёр, народный артист СССР.

## Достопримечательности
- Шенкурский районный краеведческий музей;
- Храм Вознесения Господня на Ворбасе.